# یک پوینده تاریک (فیلم)
یک پوینده تاریک (به انگلیسی: A Scanner Darkly) عنوان فیلمی پویانمایی علمی–تخیلی مهیج آمریکایی به نویسندگی و کارگردانی ریچارد لینکلیتر است که بر اساس رمانی به همین نام نوشته فیلیپ کی. دیک ساخته شده است. فیلم به طریق دیجیتال فیلم‌برداری شد و سپس با روش روتوسکوپی به صورت انیمیشن درآمد.

## داستان
داستان فیلم درباره مامور مخفی پلیسی است که قصد نفوذ در باند قاچاقچی را دارد ولی در حین ماموریت خود، به ماده مخدر جدیدی (به نام دی) اعتیاد پیدا میکند و توان تشخیص و تمایز بین واقعیت و خیال را از دست می دهد و به مرکز ترک اعتیاد فرستاده می‌شود ولی در پایان فیلم مشخص می‌شود که هدف اصلی عملیات فرستادن وی به همین مرکز بود که پلیس تصور می کند در تولید مواد مخدر نقش دارد. پایان فیلم باز است و ماموران پلیس را نشان می دهد که امیدوارند مامور مخفی بهبود بیابد و ماموریت خود را تمام کند.ماده مخدر دی تمام مغز قربانی خود را تخریب میکند و رفتار دیوانه ها به او دست میدهد. و شخص معتاد زمانی به خطر این ماده پی میبرد که دیگر خیلی دیر شده و در صورت ترک هم اثرات آن باقی میماند